# 菲尔根
菲尔根是奥地利蒂罗尔州利恩茨县的一个市镇。总面积88.8平方公里，总人口2139人，人口密度24.1人/平方公里（2005年）。